# Насири, Мохаммад
Мохаммад Насири Серешт (перс. محمد نصیری سرشت‎, род. 1 октября 1945) — иранский тяжелоатлет, олимпийский чемпион 1968 года, чемпион мира, Азии и Азиатских игр.
Родился в 1945 году в Тегеране. В 1964 году принял участие в Олимпийских играх в Токио, но неудачно. В 1966 году стал чемпионом Азиатских игр и бронзовым призёром чемпионата мира. В 1968 году завоевал золотую медаль на Олимпийских играх в Мехико. В 1969 году стал чемпионом мира. В 1970 году завоевал золотые медали Азиатских игр и чемпионата мира. В 1971 году стал чемпионом Азии и бронзовым призёром чемпионата мира. В 1972 году завоевал серебряную медаль на Олимпийских играх в Мюнхене. В 1973 году вновь стал чемпионом мира. В 1974 году завоевал золотые медали чемпионата мира и Азиатских игр. В 1976 году завоевал бронзовую медаль на Олимпийских играх в Монреале. В 1977 году опять стал чемпионом Азии.
В 1995 году был внесён в Зал славы Международной федерации тяжёлой атлетики.